# Tsushima (Nagasaki)
Tsushima (jap. 対馬市, -shi) ist eine japanische Stadt, die die ganze Insel Tsushima sowie die Unterpräfektur Tsushima in der Koreastraße umfasst. Sie liegt nördlich von Nagasaki.

## Geschichte
In der Nähe der Insel fand 1905 die Seeschlacht bei Tsushima statt.
Die Stadt entstand am 1. März 2004 durch den Zusammenschluss der sechs bis damals selbstständigen Chō Izuhara (厳原町, -chō), Mitsushima (美津島町, -chō) und Toyotama (豊玉町, -chō) des Landkreises Shimoagata, sowie Mine (峰町, -chō), Kamiagata (上県町, -chō) und Kamitsushima (上対馬町, -chō) des Landkreises Kamiagata. Beide Landkreise wurden aufgelöst und die Stadt umfasst damit die ganze Insel sowie die gesamte Unterpräfektur.

## Wirtschaft

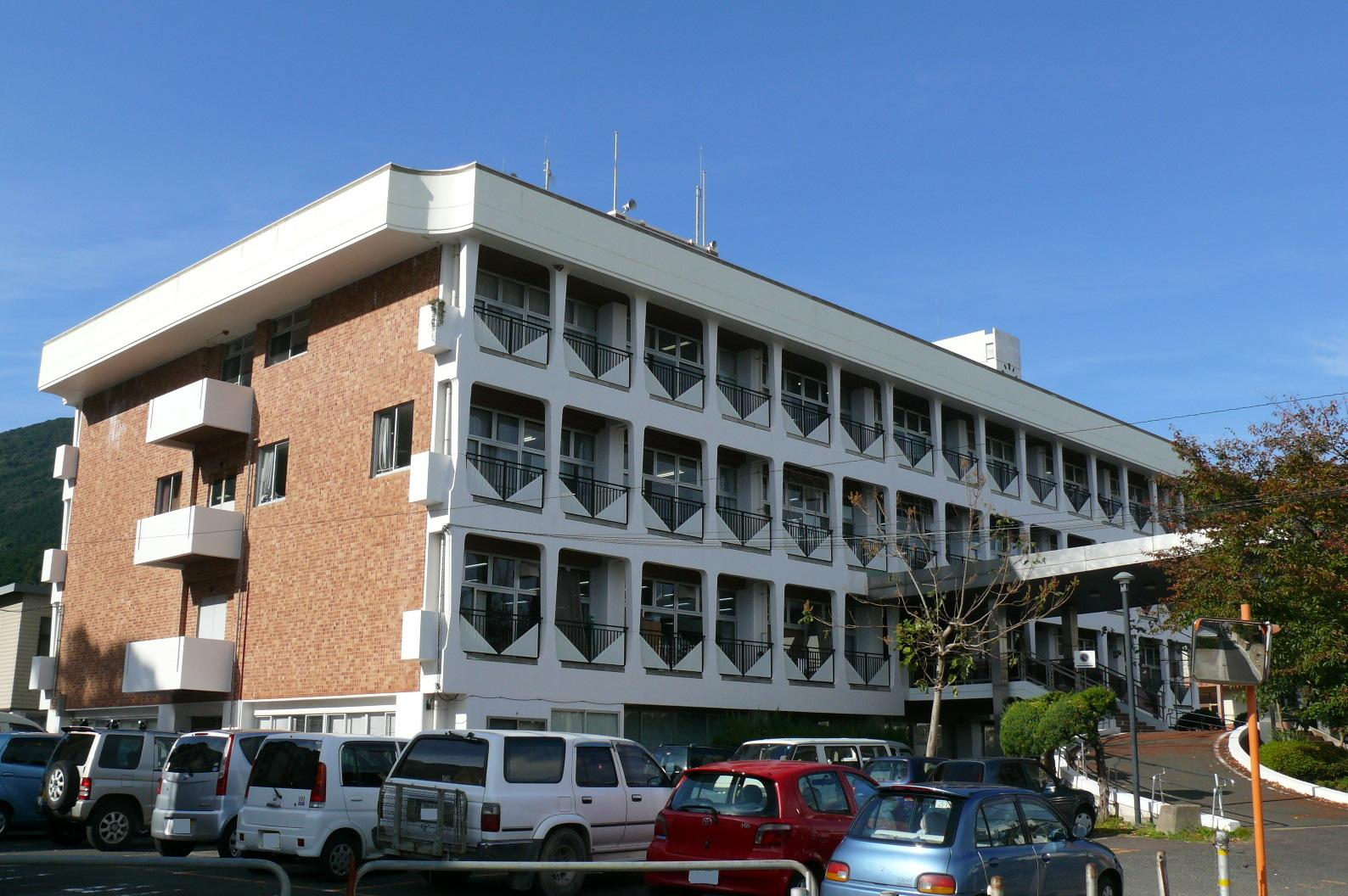
Rathaus von Tsushima

Die wichtigsten Erwerbszweige sind Fischfang, Perlenfischerei und Tourismus. Tsushima ist durch Fährverbindungen mit Hakata auf Kyūshū und mit Busan in Südkorea verbunden. Busan und Guam (US-amerikanische Insel der Marianen) sind Partnerstädte von Tsushima.

## Verkehr
- Straße:
  - Nationalstraße 382

## Söhne und Töchter der Stadt
- MISIA (* 1978), J-Pop-Sängerin

## Sehenswürdigkeiten
Izuhara, bei der Zusammenlegung aller Orte auf Tsushima 2004 mit rund 15 000 Einwohnern die größte Stadt und Haupthafen der Insel, war 700 Jahre Burgstadt der Fürstenfamilie Sō. Ihre Gräber sind in den 1615 gegründeten Tempel Banshoin am Stadtrand von Izuhara zu sehen, dessen Tor das älteste erhaltene Gebäude der gesamten Insel ist. Hinter dem Tempel befindet sich der drittgrößte Friedhof Japans, der terrassenförmig in einem Wald angelegt wurde und über eine lange, auf beiden Seiten von Steinlaternen gesäumte Steintreppe zu erreichen ist.
Izuhara trägt den Beinamen „Stadt der 10 000 Steine“, der sich auf die Tatsache bezieht, dass überall in der Stadt Reste alter Mauern aus großen Bruchsteinen zu sehen sind. Zahlreiche Häuser sind auf ebensolchen Fundamenten und Sockeln errichtet. Unter anderen sind in der Stadtmitte an mehreren Stellen Reste alter Samuraihäuser beachtenswert, die von massiven Bruchsteinmauern umgeben sind.
Am Stadtrand von Izuhara lohnen die Überreste der 1592 von Toyotomi Hideyoshi während eines Feldzuges nach Korea erbauten Burganlage Kane Ishi Jo einen Besuch. Die Burg wurde 1669 renoviert. Erhalten ist in erster Linie die aus Bruchsteinen erbaute und von einem Wassergraben umgebene massive Burgmauer. Im Innern der Anlage fallen vor allem die Steine des Teiches des früheren Burggartens auf, von dem sonst nichts erhalten ist. Der Torturm der Burg wurde 1990 im Originalstil wieder errichtet.
Am Rand des Dorfes Kuta, 3 km südwestlich von Izuhara, ist die historische Hafenanlage Ofunae sehenswert. Es handelt sich um einen 1663 angelegten Hafen, der sich in Privatbesitz befand.
In der Mitte der Insel lohnt der Shinto-Schrein Watatsumi Jinja einen Besuch. Er liegt in der Nähe des Dorfes Ni-I am Meer in einem Hain aus Kiefern. Vor dem Schrein fällt eine Reihe von fünf Toriis auf, von denen zwei im Wasser stehen.

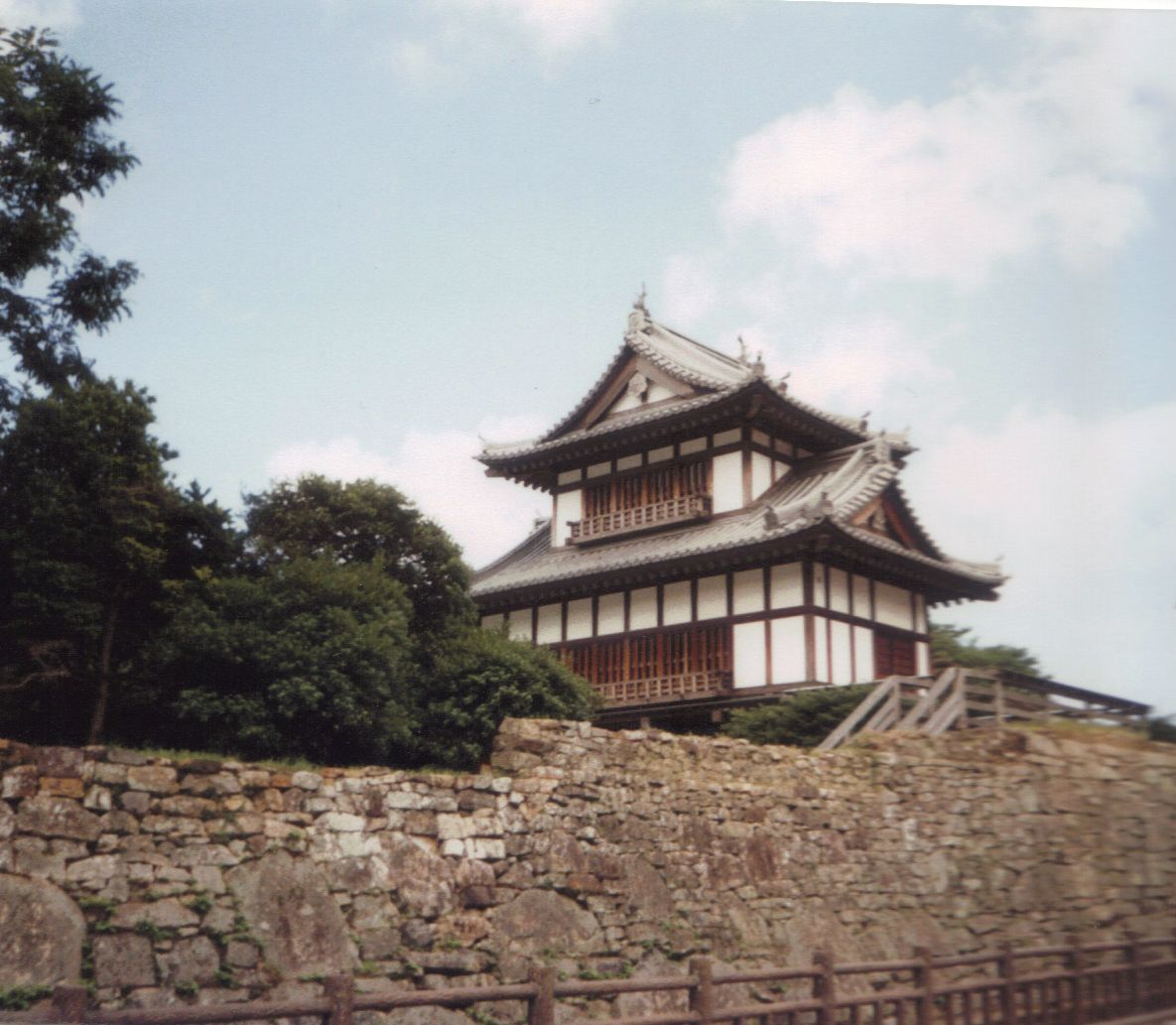
Burg Kane Ishi Jo
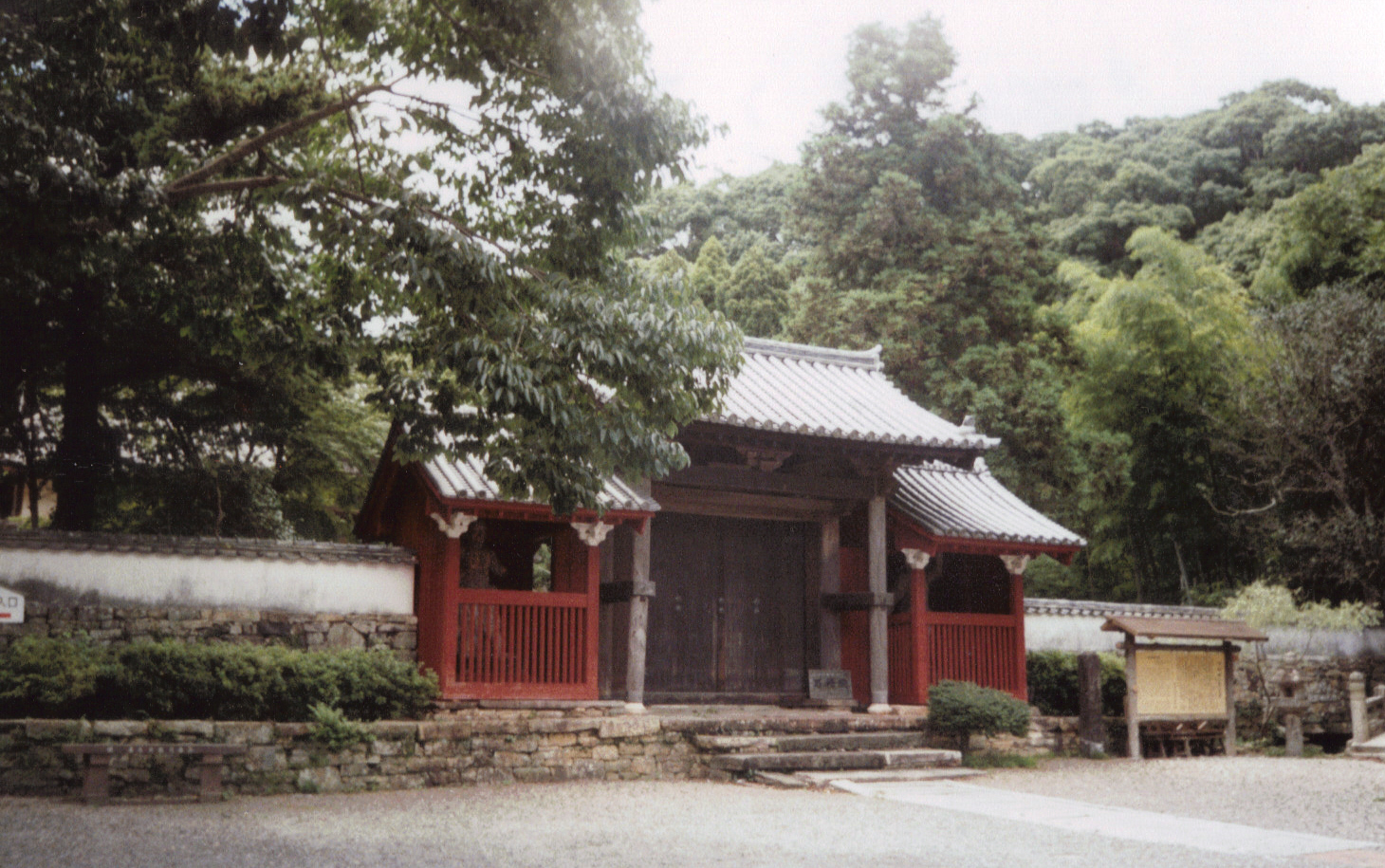
Banshoin Tempel
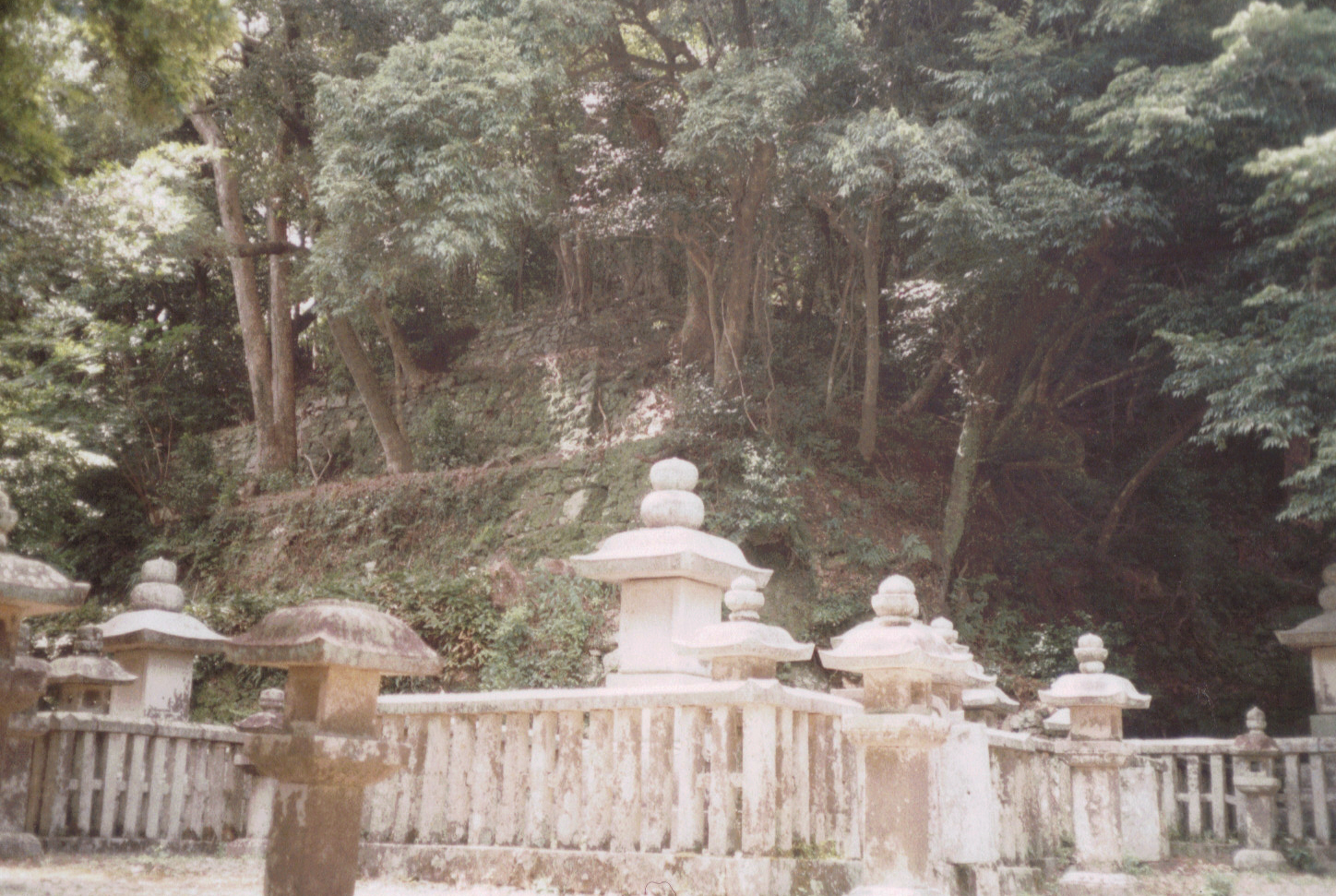
Friedhof
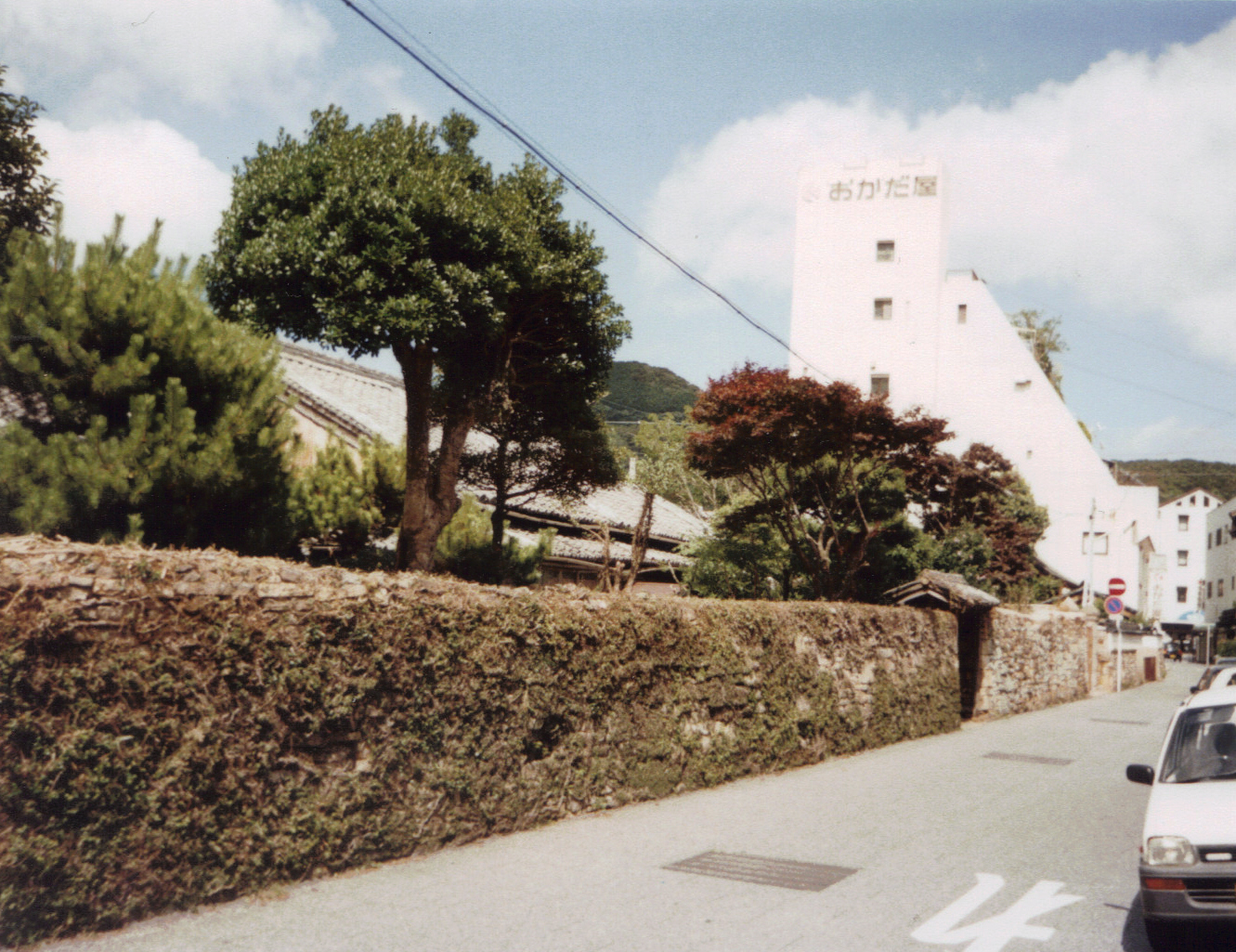
Mauer eines Samuraihauses
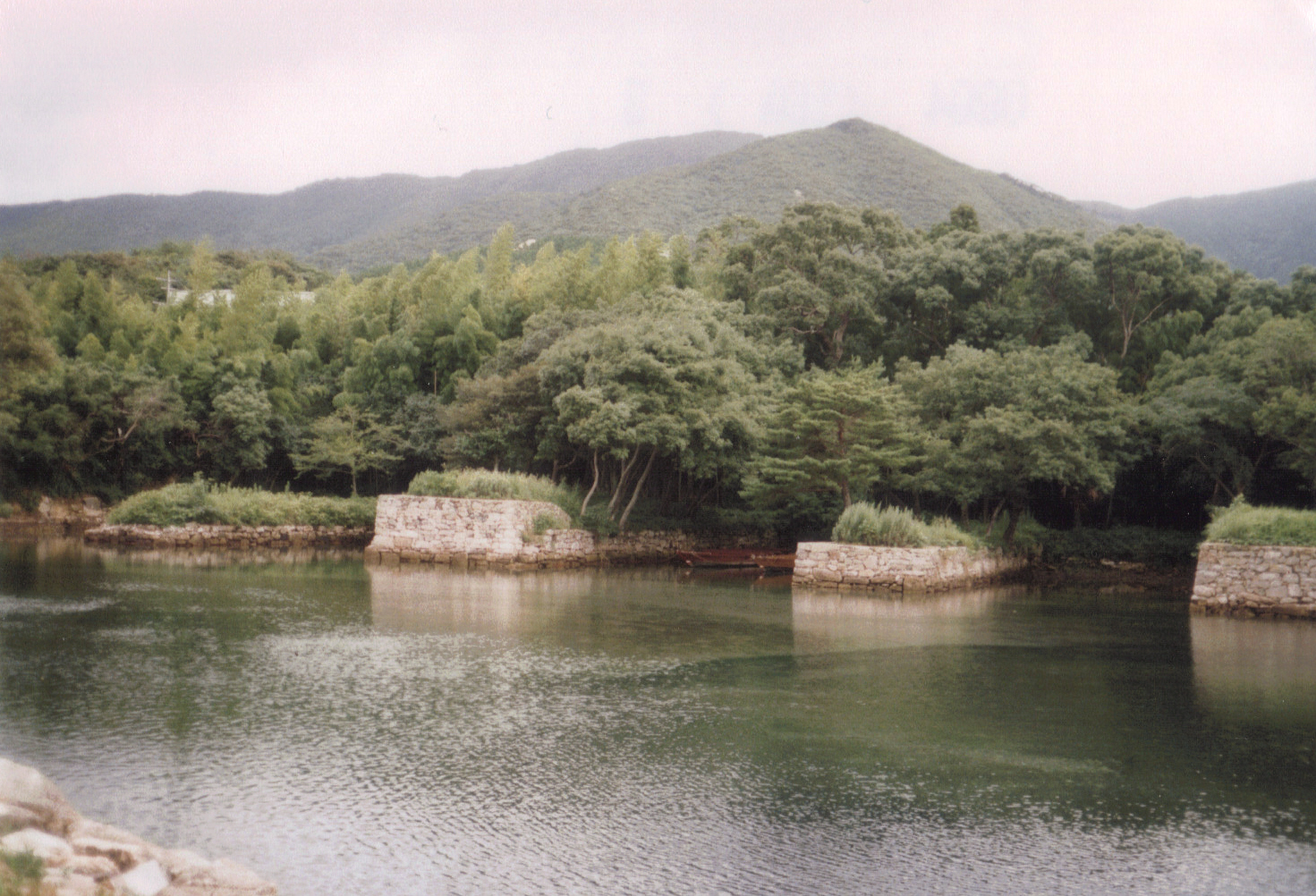
Hafenanlage Ofunae
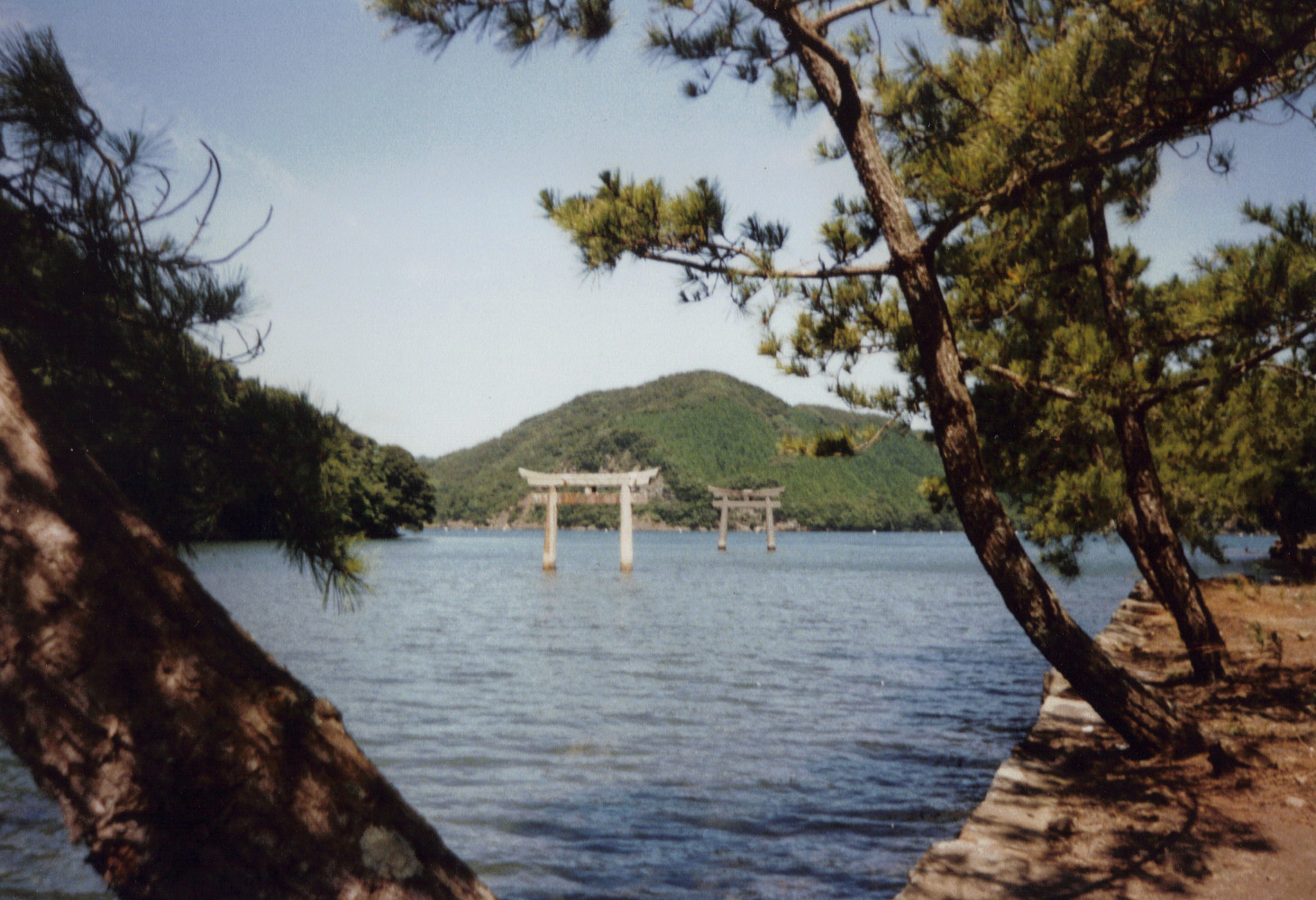
Watatsumi Jinja Schrein